# شهرك شهيد منتظري
شهرك شهيد منتظري هي قرية في مقاطعة أصفهان، إيران. عدد سكان هذه القرية هو 2,993 في سنة 2006.